# Ponticola rhodioni
A Ponticola rhodioni a csontos halak (Osteichthyes) főosztályának sugarasúszójú halak (Actinopterygii) osztályába, ezen belül a sügéralakúak (Perciformes) rendjébe, a gébfélék (Gobiidae) családjába és a Benthophilinae alcsaládjába tartozó faj.

## Előfordulása
A Ponticola rhodioni eurázsiai gébféle. Előfordulási területe a Fekete-tenger északi részétől, egészen a Kubán folyó medencéjéig tart.

## Megjelenése
Ez a hal legfeljebb 14 centiméter hosszú. Hátúszóján 7-8 tüske látható.

## Életmódja
Mérsékelt övi fenéklakó gébféle, amely egyaránt megél az édes- és brakkvízben is.